# Pomrowik plamisty
Pomrowik plamisty, pomrowik siatkowany (Deroceras reticulatum) – gatunek małego, trzonkoocznego ślimaka lądowego z rodziny pomrowikowatych (Agriolimacidae).

## Opis
Osobniki tego gatunku osiągają długość ciała do 6 cm, nie mają zewnętrznej muszli. Ciało koloru od żółtawobiałego i szarego do czerwonobrunatnego z ciemniejszymi plamami i pasami. Śluz koloru białego.

## Występowanie
Pomrowik plamisty jest szeroko rozprzestrzeniony w Europie. Został introdukowany w wielu regionach świata. Można go spotkać w lasach, ogrodach, na łąkach i polach. Jego występowanie jest prawie wyłącznie ograniczone do siedlisk, które zostały w pewnym stopniu zakłócone przez człowieka.

## Tryb życia
Jest gatunkiem wszystkożernym, również koprofagiem (przez co może przenosić szereg bakterii, wirusów czy pasożytów).

## Rozród
Jest obojnakiem, podczas kopulacji osobniki zwijają się wokół siebie (zapłodnienie krzyżowe). Jaja składa w środowisku wilgotnym, pod kamieniami, deskami lub bezpośrednio w ziemi. Młode wykluwają się po kilku tygodniach, po 3 miesiącach osiągają dojrzałość płciową.